# Décoration civique
La Décoration civique (néerlandais : Burgerlijke Ereteken) est une décoration civile belge. Elle fut instituée le 21 juillet 1867 pour récompenser aussi bien les services rendus au pays après une longue et méritante carrière dans l'administration que ce soit au niveau local, provincial ou national que les actes exceptionnels de courage, de bravoure, de dévotion et d'humanité. La décoration existe en une version différente pour les pompiers.
Le 18 mai 1915, la Décoration civique 1914-1915 (et plus tard 1918) fut également créée pour récompenser les civils et les non-combattants qui servirent leur pays avec distinction durant la Première Guerre mondiale. Une décoration similaire fut également créée pour la Seconde Guerre mondiale le 21 juillet 1944.
La Décoration civique est la seule décernée par arrêté royal, cela depuis 1993 et malgré la fédéralisation de la Belgique, les régions et communautés la décernant à leurs fonctionnaires.

## Statut

### Classes
La Décoration civique est décernée suivant 2 classes :
- La Croix civique (subdivisée en première et seconde classe);
- La Médaille civique (subdivisée en première, deuxième et troisième classe).

### Attribution
La Décoration civique pour service long et exemplaire dans l'administration est décernée:
- Croix civique: pour 35 ans de service méritants, la première classe étant destinée aux fonctionnaires de haut-rang;
- Médaille civique: pour 25 ans de service méritants, la première classe étant destinée aux fonctionnaires de haut-rang.

La Médaille civique de troisième classe n'est maintenant que très rarement décernée.
La décoration pour actes exceptionnels de courage, dévotion ou humanité est décernée au cas par cas. La croix civique de première classe n'est attribuée pour ce motif qu'à titre posthume.

## Insigne
L'insigne de la Croix civique est une croix de Malte blanche émaillée avec en son centre un médaillon portant le monogramme du Roi Léopold I ou du Roi Albert I (pour la croix de 1914-1918) sur l'avers et le revers. Entre les bras de la croix, il y a soit :
- deux épées croisées pour les Croix civiques 1914-1918;
- deux torches croisées pour les Croix civiques 1940-1945;
- une croix de Bourgogne pour les autres.

Le métal est doré pour la première classe et argent pour la seconde classe.
L'insigne de la Médaille civique reprend le modèle de la Croix civique en relief sur une forme vaguement octogonale. Pour les médailles de 1914-1918 on retrouve des épées croisées et pour les médailles de 1940-1945 des torches croisées sur la partie supérieure entre l'insigne proprement dit et le point d'attache du ruban. La médaille de première classe est dorée, celle de seconde est argent et celle de troisième est bronze.
Les rubans de la Décoration civique diffèrent en fonction de la récompense:
- Le ruban est rouge avec 3 bandes noires verticales pour un service long et exemplaire dans l'administration;
- Le ruban est rouge avec 2 bandes noires verticales entourées de chaque côté d'une ligne jaune pour un acte exceptionnel de courage, de dévotion ou d'humanité;
- Le ruban est vert avec de bandes blanches verticales pour un service long et exemplaire en tant que sapeur-pompier;
- Le ruban est vert pâle avec une bande noire-jaune-rouge à chaque bord (le noir vers le centre) et une bande centrale dorée pour la décoration 1914-1918;
- Le ruban est safran avec une bande noire-jaune-rouge à chaque bord (le rouge vers le centre) et une bande centrale noire pour la décoration 1940-1945.

Les rubans concernant les 2 guerres mondiales sont ornés d'une barre métallique indiquant les années de la guerre.
| Croix civique de 1re classe                   | Croix civique de 2e classe                                  | Médaille civique de 1re classe                                        | Médaille civique de 2e classe                              | Médaille civique de 3e classe                 |
| --------------------------------------------- | ----------------------------------------------------------- | --------------------------------------------------------------------- | ---------------------------------------------------------- | --------------------------------------------- |
|                                               |                                                             |                                                                       |                                                            |                                               |
| Ruban pour service durant la guerre 1914-1918 | Ruban pour service long et exemplaire dans l'administration | Ruban pour un acte exceptionnel de courage, de dévotion ou d'humanité | Ruban pour service long et exemplaire des sapeurs-pompiers | Ruban pour service durant la guerre 1940-1945 |

## Récipiendaires illustres (liste partielle)

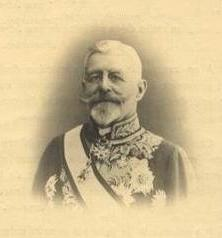
Baron Auguste Goffinet, un récipiendaire de la Croix civique de 2e classe.

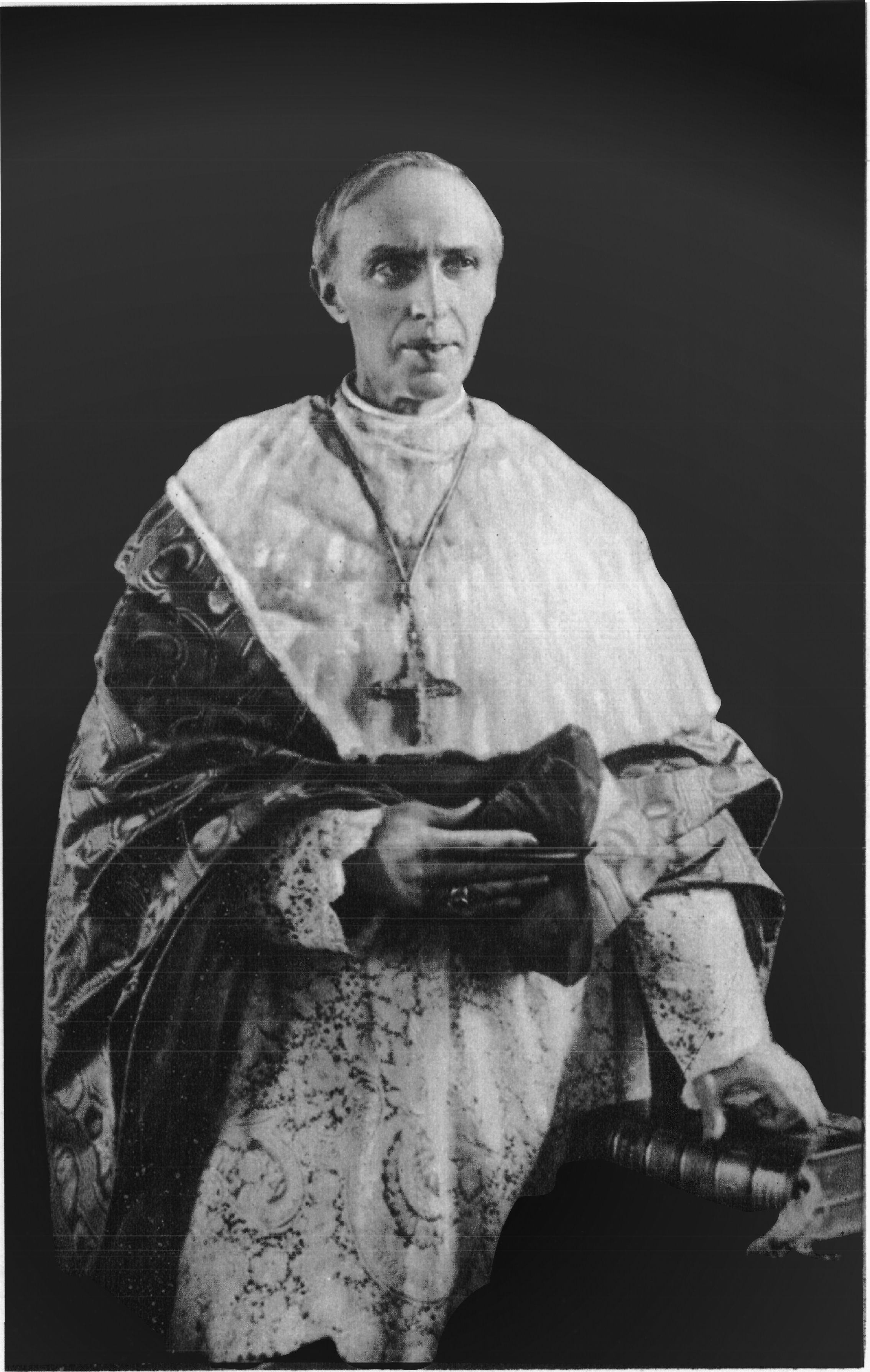
Cardinal Désiré-Joseph Mercier, un récipiendaire de la Croix civique 1914–1918 de 1re classe.

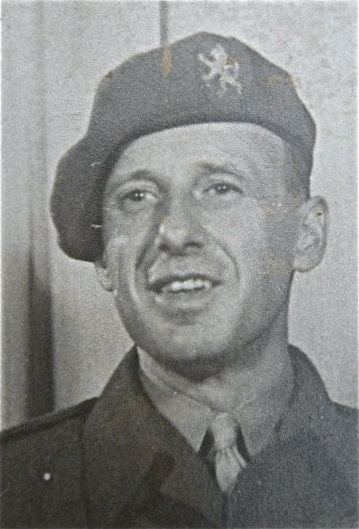
Henri Bernard, un récipiendaire de la Médaille civique 1914–1918 de 1re classe.

### Croix civique de1reclasse
- Marquis Marc de la Boëssière-Thiennes, bourgmestre de Lombise ;
- Thomas Braun Sr (1814-1906), pédagogue ;
- Comte Edmond Carton de Wiart ;
- Baron Joseph van der Elst ;
- Vicomte Gaston Eyskens ;
- Eugénie Hamer[2] ;
- Camille Huysmans ;
- Edmond Leburton ;
- Baron Albert Lilar ;
- Baron Ludovic Moncheur ;
- Emmanuel de Prelle de la Nieppe (1809-1887), premier président honoraire de la cour d'appel de Bruxelles ;
- Charles de Prelle de la Nieppe (1846–1915), procureur général près la cour d'appel de Bruxelles ;
- Comte Jean-Charles Snoy et d’Oppuers ;
- Paul Vanden Boeynants.
- Kitty Van Nieuwenhuysen

### Croix civique de2eclasse
- Michel Levie
- Colonel de la Garde civique le baron Auguste Goffinet
- Colonel de la Garde civique le baron Constant Goffinet

### Médaille civique de1reclasse
- Esther Granek
- Rogier Vanhoorne.

### Croix civique 1914–1918 de1reclasse
- Cardinal Désiré Mercier
- Gérard Cooreman
- Comte Charles de Broqueville
- Théophile de Lantsheere
- Auguster Claes (bourgemestre Bogaerden)

### Croix civique 1914–1918 de2eclasse
- Auguster Claes (bourgemestre Bogaerden)

### Croix civique 1940–1945 de1reclasse
- Baron Charles Poswick

## Autres références
1. Arrêté Royal du 21 juillet 1867 Création de la Décoration civique
2. Arrêté Royal du 15 janvier 1885 Extension aux fonctions civiles de l'administration
3. Arrêté Royal du 18 mai 1915 Création de la Décoration civique pour actes réalisés durant la guerre de 1914-1915
4. La liste des récipiendaires provient des nécrologies de ces derniers sur le site ARS MORIENDI cité plus bas